# Climograma

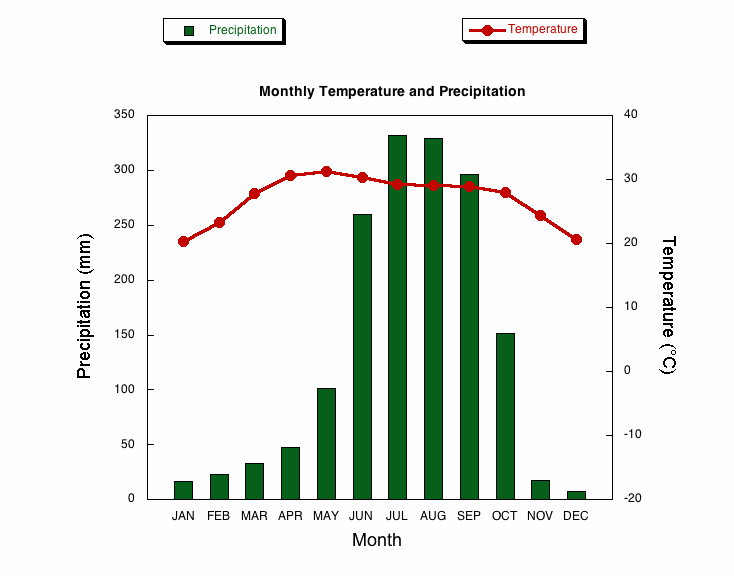
Climógrafo de Calcutá

Um climógrafo é uma representação gráfica do clima básico de um local. Os climógrafos exibem dados para duas variáveis: (a) temperatura média mensal e (b) precipitação média mensal.